# ピース・セルズ…バット・フーズ・バイイング?
『ピース・セルズ…バット・フーズ・バイイング?』（Peace Sells... But Who's Buying?）は、メガデスが1986年に発表した2作目のアルバム。キャピトル・レコードへの移籍第1弾アルバムで、メジャー・デビュー作となった。

## 解説
前作『キリング・イズ・マイ・ビジネス』（1985年）と同じコンバット・レコードからの発売を前提として制作されていたが、レコーディング終了直後、メガデスはキャピトル・レコードのA&Rであるティム・カーにより、キャピトルへ引き抜かれる。そして、本作の権利もキャピトルに移り、ポール・レイニが最終的なミキシングを担当した上で発売された。メガデスのアルバムとしては初めてBillboard 200へのチャート・インを果たし、最高76位に達した。
ジャケット・デザインはエド・レプカが担当。ムステインは、バンドのイメージ・キャラクターであるヴィック・ラトルヘッドが絵として描かれた時には本当に驚いたと回想しており、レプカはその後も「ノー・モア・ミスター・ナイス・ガイ」（1989年/シングル）、『ラスト・イン・ピース』（1990年）、「ホーリー・ウォーズ」（1990年/シングル）、「ハンガー18」（1991年/シングル）といったメガデス作品のジャケット・デザインを担当した。
「ウェイク・アップ・デッド」は、メガデスにとって初のシングルとしてリリースされ、1987年12月にはイギリスで最高65位に達した。
「迷信の恐怖」は、ハウリン・ウルフやジェフ・ベック・グループで知られる楽曲のカヴァーで、日本では1987年から1988年にかけてホンダ・new CR-Xのコマーシャルソングに起用された。

### 2004年リマスター盤
デイヴ・ムステイン自身のプロデュースによる2004年のリマスター盤は、キャピトル・レコードが本作のマスター・テープを買い取る前の、ランディ・バーンズがミキシングを担当したヴァージョン4曲をボーナス・トラックとして追加収録している。ムステイン自身は後年、バーンズの生々しい音作りを気に入っていたという旨のコメントをしている。

## 収録曲
特記なき楽曲は作詞・作曲ともにデイヴ・ムステインによる。
1. ウェイク・アップ・デッド - Wake Up Dead - 3:37
2. 殺しの呪文 - The Conjuring - 5:02
3. ピース・セルズ - Peace Sells - 4:02
4. 悪魔島 - Devil's Island - 5:05
5. グッド・モーニング/ブラック・フライデイ - Good Mourning/Black Friday - 6:39
6. バッド・オーメン - Bad Omen - 4:03
7. 迷信の恐怖 - I Ain't Superstitious - 2:45
  - 作詞・作曲：ウィリー・ディクスン
8. マイ・ラスト・ワーズ - My Last Words - 4:47

### 2004年リマスター盤ボーナス・トラック
1. ウェイク・アップ・デッド (ランディ・バーンズ・ミックス) - Wake Up Dead (Randy Burns mix) - 3:40
2. 殺しの呪文 (ランディ・バーンズ・ミックス) - The Conjuring (Randy Burns mix) - 5:01
3. ピース・セルズ (ランディ・バーンズ・ミックス) - Peace Sells (Randy Burns mix) - 4:00
4. グッド・モーニング/ブラック・フライデイ (ランディ・バーンズ・ミックス) - Good Mourning/Black Friday (Randy Burns mix) - 6:39

## コンピュータゲームでの使用例
- 「ピース・セルズ」は、『グランド・セフト・オート・バイスシティ』のサウンドトラックや、音楽ゲーム『ロックバンド2』[5]で使用された。

## 参加ミュージシャン
- デイヴ・ムステイン - ボーカル、ギター
- クリス・ポーランド - ギター
- デイヴィッド・エレフソン - ベース
- ガル・サミュエルソン - ドラムス